# Рождественка (Астраханская область)
Рождественка — село в Ахтубинском районе Астраханской области России. Входит в состав Батаевского сельсовета.

## География
Село находится в северо-восточной части Астраханской области, на границе Волго-Ахтубинской поймы и степной зоны, на расстоянии примерно 20 километров (по прямой) к юго-востоку от города Ахтубинск, административного центра района. Абсолютная высота — 1 метр над уровнем моря.
Климат умеренный, резко континентальный. Характеризуется высокими температурами летом и низкими — зимой, малым количеством осадков, а также большими годовыми и летними суточными амплитудами температуры воздуха.

## История
Рождественка была основана в 1820 году.
В «Списке населенных мест Российской империи» 1859 года село упомянуто как казенный хутор Рождественский Черноярского уезда (1-го стана), при реке Ахтубе, расположенный в 22 верстах от уездного города Черного Яра (ныне село в Черноярском районе). В Рождественском насчитывалось 48 дворов и проживало 590 человек (369 мужчин и 221 женщина).

## Население
| 2002 | 2010 |
| ---- | ---- |
| 5    | →5   |

По данным Всероссийской переписи, в 2010 году численность населения села составляла 5 человек (3 мужчины и 2 женщины).

## Улицы
Уличная сеть села состоит из одной улицы (ул. Новая).